# 和田義信
和田 義信 （わだ よしのぶ）は、鎌倉時代の武士。和田義盛の子。通称六郎兵衛尉。

## 略歴
義信は和田義盛の六男として生まれた。建暦3年（1213年）、和田合戦で討死。享年28。
義信が合戦の際に上野国群馬郡赤坂荘白川郷に隠れ、さらに義信の子の正信のとき白川郷から赤坂荘に移り、孫の信高にいたって、この地を和田宿と改称したという伝承がある。
高崎城の前身である和田城の築城主でもある。